# ویدار ریست
ویدار ریست (انگلیسی: Vidar Riseth؛ زادهٔ ۲۱ آوریل ۱۹۷۲) بازیکن سابق فوتبال اهل نروژ است.
وی در تیم ملی فوتبال نروژ ۵۲ بازی انجام داده است و عضو این تیم در جام جهانی فوتبال ۱۹۹۸ بوده است.